# Calmaria
Em geografia, calmaria refere-se uma cintura de pressões baixas, com total ausência de ventos ou com ventos muito fracos, de superfície, próxima do equador.